# Курчаткин, Анатолий Николаевич
Анатолий Николаевич Курчаткин (род. 23 ноября 1944 года, Свердловск, РСФСР) — русский советский писатель и журналист.

## Биография
Работал фрезеровщиком и техником-конструктором на «Уралмаше», одновременно обучаясь на вечернем отделении Уральского политехнического института (1962−1963). После службы в армии устроился работать корреспондентом свердловской молодёжной газеты «На смену!» (1966−67). Затем учился в Литературном институте, закончив который в 1972 году, работал в редакциях журналов «НС» (1971−1972) и «Студенческий меридиан» (1973−77). Был членом КПСС (1972−1990).
18 января 1990 года присутствовал в Центральном доме литератора (ЦДЛ) и принимал участие в известном скандале, когда был избит нацистами[кем?].
Об этой истории в своих книгах позднее писали участники события, в частности писатель Александр Рекемчук:
Газеты и еженедельники пестрели сенсационными сообщениями о погроме… 23 января Анатолия Курчаткина и меня пригласили для участия в программе «Взгляд». В ту пору «Взгляд» имел неслыханную популярность. Его смотрели по системе «Орбита» десятки миллионов зрителей на пространстве от Сахалина до Балтики, от Норильска до Ферганы. Вели передачу молодые журналисты Влад Листьев, Артём Боровик, Владимир Мукусев, Александр Политковский, Евгений Додолев.
Впервые телезрителям показали кадры, снятые Стеллой Алейниковой-Волькенштейн в тот вечер. Потом был вопрос: что это такое? У меня сохранилась аудиозапись передачи:
«Курчаткин. …Одна страшная вещь: мы имеем дело с той разновидностью национального сознания, которую можно назвать словом „чёрный национализм“.
Рекемчук. Мы давно и, пожалуй, напрасно прибегаем к эвфемизмам, говоря об этом явлении. Мы явно избегаем произносить слово „фашизм“. Вот почему мы предпочитаем говорить обиняками. Но нужно называть вещи своими именами: это движение политическое, фашистское».
Потом было множество телефонных звонков от тех, кто смотрел и слушал этот выпуск «Взгляда».
Одни высказывали поддержку. В их числе был Юрий Нагибин: «Ты сказал то, что надо было сказать давно».
Другие же, не представляясь, не ввязываясь в спор, просто крыли меня трёхэтажным матом.
По возвращении из Киева я буду вызван повесткой в суд, в качестве свидетеля по делу Осташвили-Смирнова.
Член Союза писателей СССР (с 1977], секретарь Союза писателей Москвы (1991−1994). Член исполкома Русского ПЕН-центра (1989−1999), редсовета журнала «Урал» (в 1990-е), общественного совета журнала «Октябрь».
В декабре 2019 года стал лауреатом премии имени Фазиля Искандера. Наградой был отмечен роман «Минус 273 градуса по Цельсию».

### Романы
- Вечерний свет: Роман. — М., 1985; М.: Советский писатель, 1989. — 601 с. — ISBN 5-265-00577-3.
- Записки экстремиста. Книга ирреальной прозы. — М.: Московский рабочий, 1993. — 245 с. — ISBN 5-239-01568-6.
- Радость смерти. — М.: Воскресенье, 2000.
- Стражница. — М.: Гелеос, 2001. — 384 с. — ISBN 5-89763-028-3.
- Солнце сияло: Роман // «Знамя». — 2004. — № 4−5; М.: Время, 2004. — 656 с. — ISBN 5-94117-149-8.
- Цунами: Роман // «Знамя». — 2006. — № 8−9.
- Полёт шмеля: Роман. — М.: Время, 2012. 704 с. ISBN 978-5-9691-0689-5
- Минус 273 градуса по Цельсию. Роман. М.: Время, 2018. 416 с. ISBN 978-5-9691-1709-9

### Повести и сборники рассказов
- Семь дней недели: рассказы и повести / предисл. Г. Семёнова. — М.: Современник, 1977. — 381 с.
- Через Москву проездом: рассказы прошедшего года. — М.: Советский писатель, 1981. — 373 с.
- Звезда бегущая: повести, рассказы. — М.: Молодая гвардия, 1986. — 495 с.
- Истории разных мест. Рассказы. — М., 1986.
- Повести и рассказы. — М.: Советская Россия, 1988. — 381 с. — ISBN 5-268-00559-6.
- Записки экстремиста. — М.: Мол. гвардия, 1990. — 160 с. — ISBN 5-235-01535-5.
- Бабий дом. — Литрес, 2017—120 с.

### Другие работы
- Переход в середине сезона. — М., 1978.
- Портрет романтического молодого человека. — М., 1991.

Также печатался в журналах «Октябрь», «Урал», «Грани», «Огонёк», «Дружба народов», «Звезда», «Нева».
По мотивам повести «Бабий дом» в 1990 году был снят художественный фильм «Ребро Адама» (режиссёр Вячеслав Криштофович, сценарий Владимира Кунина).